# Chrysocestis fimbrialis
Chrysocestis fimbrialis är en fjärilsart som beskrevs av Stoll 1787/91. Chrysocestis fimbrialis ingår i släktet Chrysocestis och familjen Uraniidae. Inga underarter finns listade i Catalogue of Life.